# Samson & Delilah (2009)
Samson & Delilah ist der erste Spielfilm von Regisseur Warwick Thornton. Hauptdarsteller sind Rowan McNamara und Marissa Gibson, die beide zum ersten Mal schauspielen. Der Film wurde in und um Alice Springs in Australien gedreht. Vom Regisseur wird der Film als „Überlebens-Liebes-Geschichte“ beschrieben: Er dreht sich um zwei 14-jährige Aborigines, die in einer ländlichen Gemeinschaft im Zentrum Australiens leben und ein Auto stehlen, um ihrem schwierigen Leben zu entkommen, indem sie nach Alice Springs fahren.

## Handlung
Samson und Delilah wohnen in einem abgelegenen Dorf in der Wüste, in der Nähe von Alice Springs. Samson lebt (obwohl er noch minderjährig ist) alleine, da sein Vater im Gefängnis sitzt. Delilah lebt bei ihrer Großmutter Nana. Ihren Lebensunterhalt verdienen sie durch das Malen von Bildern im Kunststil der Aborigines, die ein Händler für 200 AUD pro Bild kauft.
Samson lebt stattdessen nur in den Tag hinein und besucht auch nicht die Schule. Er isst nicht regelmäßig und sein einziger Zeitvertreib ist das Schnüffeln von Benzin. Nana möchte Samson mit Delilah verkuppeln. Diese zeigt jedoch kein Interesse an ihm.
Als ihre Großmutter stirbt, fällt Delilah in ein tiefes Loch. Außerdem geben ihre Tanten ihr die Schuld an ihrem Tod, da sie sich angeblich nicht gut um sie gekümmert habe, und verprügeln sie zudem noch mit Stöcken. Samson findet die verletzte Delilah, setzt sie in das Auto der Dorfgemeinschaft und fährt mit ihr nach Alice Springs.
Dort finden sie Unterschlupf unter einer Brücke und treffen auf den Obdachlosen Gonzo, der auch hier lebt.
Dieser möchte sich mit ihnen unterhalten, sie reden jedoch nicht mit ihm. Als Gonzo ihnen genervt sagt, dass sie schon ihren Namen sagen müssten, wenn sie unter der Brücke zusammen leben wollen, spricht Samson das einzige Mal im ganzen Film. Er nennt ihm stotternd seinen Namen.
Tagsüber streifen sie durch Alice Springs und betrachten die (für sie fremde) Stadt mit ihren Cafés, Geschäften und Kaufhäusern. Als Delilah in das Schaufenster einer Galerie blickt, stellt sie zu ihrem Entsetzen fest, dass dort ein Bild ihrer Großmutter hängt, dass für 20.000 AUD angeboten wird. Ihr wird bewusst, dass der Händler sie betrogen hatte. Sie geht in einen Supermarkt und stiehlt eine Leinwand und Farbe und malt unter der Brücke ein neues Bild. Dieses möchte sie an Touristen verkaufen, die jedoch kein Interesse an dem Bild haben.
Als sie zu der Brücke zurückgehen möchte, wird sie von Leuten in ein Auto gezogen und entführt. Einige Stunden später taucht sie wieder bei Samson unter der Brücke auf, sie wurde von ihren Entführern zusammengeschlagen.
Als sie einmal wieder zusammen durch die Stadt gehen, wird Delilah, die hinter Samson geht, von einem Auto überfahren. Samson, der taub ist, bekommt davon nichts mit.
Unter der Brücke macht er sich Sorgen, da er davon ausgeht, dass sie tot ist. Er weint und trauert um sie.
Kurze Zeit später taucht Delilah jedoch humpelnd, mit einer Krücke auf.
Sie werden von einem anderen Aborigine zurück in ihr Heimatdorf gefahren. Dort werden beide beschimpft und wieder verjagt, da sie das Dorfauto gestohlen hatten. Sie kommen daraufhin auf einer verlassenen Farm unter. Samson inhaliert wieder Benzindämpfe, erwischt jedoch eine Überdosis, sodass er nicht mehr laufen kann. Delilah setzt ihn in einen Rollstuhl. Als er auf dem Boden sitzt, und das Radio läuft, hört er einen Musikwunsch seines Vaters für ihn. Es geht daraus hervor, dass er wieder in sechs Monaten aus dem Gefängnis entlassen wird. Samson lächelt und der Film endet.

## Hintergrund
Der Film nahm am Wettbewerb der Internationalen Filmfestspiele von Cannes 2009 in der Kategorie Un Certain Regard teil und gewann die Caméra d’Or für den besten Debütfilm.
Screen Australia verkündete am 29. September 2009, dass der Film für den Oscar in der Kategorie bester Ausländischer Film nominiert ist.

## Kritiken
Der Film hat auf Rotten Tomatoes eine positive Rate von 94 %. Von den australischen Filmkritikern Margaret Pomeranz und David Stratton erhielt der Film jeweils 5 Sterne.

„Vor der Folie der biblischen Geschichte um Samson und Delilah verdichtet das Drama den Leidensweg seiner Protagonisten, denen angesichts der sozialen Ausgrenzung durch die weißen ‚Philister‘ nichts als die Flucht in die geteilte Einsamkeit bleibt, zu einer bildgewaltigen Elegie um stillen Schmerz und bedingungslose Zuneigung.“

## Auszeichnungen
- 2009: Adelaide Film Festival. Publikumspreis – gewonnen
- 2009: Internationale Filmfestspiele von Cannes. Caméra d’Or – gewonnen
- 2009: Australian Writers’ Guild Award: Bestes Originaldrehbuch  – Warwick Thornton – gewonnen
- 2009: Australian Writers’ Guild Award: Major AWGIE Award – gewonnen
- 2009: IF Awards: Bester Film – gewonnen
- 2009: IF Awards: Bester Darsteller – Rowan McNamarra – gewonnen
- 2009: IF Awards: Beste Darstellerin – Marissa Gibson – gewonnen
- 2009: IF Awards: Bester Regisseur – Warwick Thornton – gewonnen
- 2009: IF Awards: Bestes Drehbuch – gewonnen
- 2009: IF Awards: Beste Musik – nominiert
- 2009: IF Awards: Beste Kamera – nominiert
- 2009: Asia Pacific Screen Awards: Bester Film – gewonnen
- 2009: AACTA Award: Bester Film – gewonnen
- 2009: AACTA Award: Bester Regisseur – Warwick Thornton – gewonnen
- 2009: AACTA Award: Bester Hauptdarsteller – Rowan McNamarra – nominiert
- 2009: AACTA Award:  Beste Hauptdarstellerin – Marissa Gibson – nominiert
- 2009: AACTA Award: Beste Nebendarstellerin – Mitjili Gibson – nominiert
- 2009: AACTA Award: Bester junger Darsteller – Rowan McNamarra – Gemeinsamer Gewinner
- 2009: AACTA Award: Bester junger Darsteller – Marissa Gibson – Gemeinsamer Gewinner
- 2009: AACTA Award: Bestes Originaldrehbuch – Warwick Thornton – gewonnen
- 2009: AACTA Award: Beste Kamera – Warwick Thornton – gewonnen
- 2009: AACTA Award: Bester Schnitt – Roland Gallois – nominiert
- 2009: AACTA Award: Bester Ton – gewonnen
- 2009: AACTA Award: Beste Musik – Warwick Thornton – nominiert